# Две арабески
Две арабески (фр. Deux arabesques), L. 66 — фортепианное сочинение Клода Дебюсси, одно из его первых крупных произведений. Было написано в период с 1888 по 1891 год и впервые исполнено 23 мая 1894 года.

## Описание
Хотя «Арабески» являются ранними композициями Дебюсси, они содержат в себе важные зачатки его индивидуального музыкального почерка. Также это одно из самых первых импрессионистских сочинений в истории музыки.
Оригинальные рукописи обеих арабесок хранятся в Национальной библиотеке Франции в Париже.

## Структура

### Арабеска № 1
Романтическая первая арабеска состоит из трёх частей (А-В-А). Часть A имеет мечтательный характер, а часть B ― игривый. На стиль произведения, возможно, повлияла музыка Жюля Массне, а также «Хорошо темперированный клавир» Иоганна Себастьяна Баха.
Арабеска написана в тональности ми мажор и играется в темпе andantino con moto (умеренно и с движением).

### Арабеска № 2
Вторая арабеска заметно быстрее и живее первой. По словам самого Дебюсси, она написана в традициях эпохи барокко. Композиция состоит из четырех частей (A–B–A–C), где четвёртая часть (C) объединяет темы частей A и B. Часть A имеет более лёгкий характер, а часть B ― наоборот, более тяжёлый. Также в пьесе много динамических контрастов ― резких чередований forte и piano.
Тональность композиции ― соль мажор, темп ― allegretto scherzando (оживлённо и шутливо).